# 러브 레터 (1945년 영화)
러브 레터(Love Letters)는 미국에서 제작된 윌리엄 디터리 감독의 1945년 영화이다. 제니퍼 존스 등이 주연으로 출연하였고 할 B. 월리스 등이 제작에 참여하였다.

## 출연

### 주연
- 제니퍼 존스
- 조셉 거튼

### 조연
- 앤 리처즈
- 세실 켈러웨이
- 글래디스 쿠퍼
- 아니타 루이즈
- 로버트 설리
- 레지날드 데니
- 어니스트 코사트
- 바이론 바
- 제임스 밀리칸
- 럼스덴 헤어
- 위니프레드 해리스
- 매튜 불톤
- 데이빗 클라이드
- 이안 울프
- 알렉 크레이그
- 아서 홀
- 해리 앨런
- 콘래드 빈욘
- 니나 보겟
- 클리포드 브룩
- 캐서린 크레이그
- 메리 필드
- 헬레나 그랜트
- 조지 험버트
- 케이티 존슨
- 코니 리언
- 안소니 마쉬
- 오톨라 네스미스
- 콘스탄스 퍼디

## 제작진
- 미술: 롤랜드 앤더슨
- 미술: 한스 드레이어
- 의상: 에디스 헤드